# Secretaría de Energía

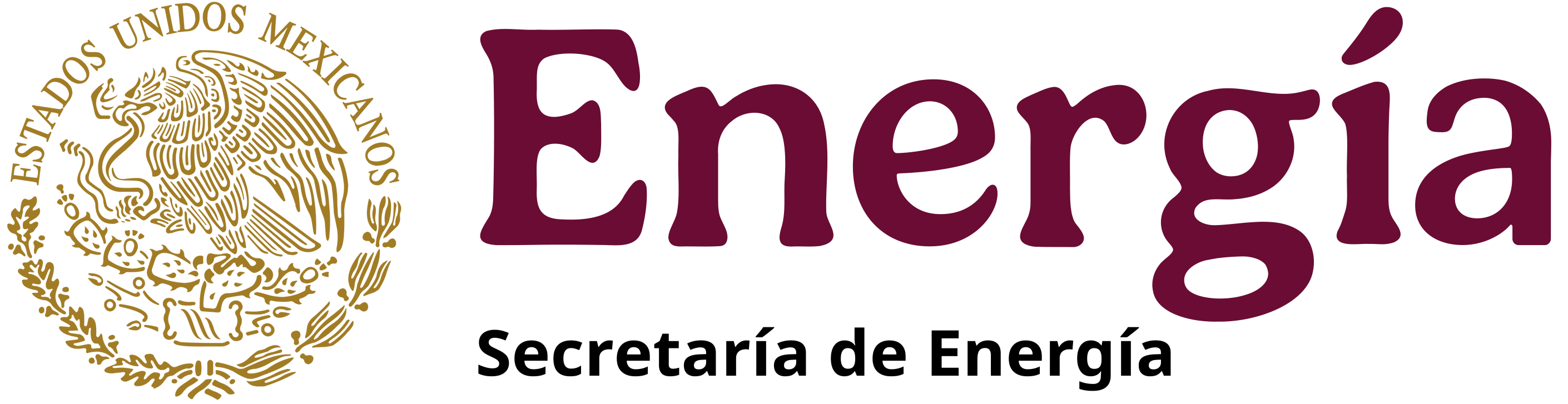
SENER

Secretaría de Energía (SENER) ist das „Sekretariat (Ministerium) für Energie“ in Mexiko als Regierungsorgan für die Energiepolitik des Landes.
Das ursprüngliche „Sekretariat für nationale Güter und administrative Inspektion“ (Secretaría de Bienes Nacionales e Inspección Administrativa) wurde am 7. Dezember 1946 gegründet. 1958 erfolgte die Umbenennung in „Sekretariat des nationalen Vermögens“ (Secretaría del Patrimonio Nacional – SEPANAL), 1976 wurde es unter Erweiterung der Aufgaben zum „Sekretariat für Vermögen und industrielle Förderung“ (Secretaría de Patrimonio y Fomento Industrial – SEPAFIN) und 1982 zum „Sekretariat für Energie, Minen und staatliche Industrie“ (Secretaría de Energía, Minas e Industria Paraestatal – SEMIP). Den heutigen Namen trägt das Sekretariat seit 1994.
Das SENER gliedert sich außer den drei Untersekretariaten (Subsecretarías) für „Kohlenwasserstoffe“ (Hidrocarburos), „Elektrizität“ (Electricidad) und „Energieplanung und technische Entwicklung“ (Planificación Energética y Desarrollo Tecnológico) noch in die „Direktion für Programmierung und Haushalt“ (Dirección de Programación y Presupuesto), die Abteilung für „Informatik und Telekommunikation“ (Unidad de Informática y Telecomunicaciones), die „Generaldirektion für Human Resources, Innovation und Service“ (Dirección General de Recursos Humanos, Innovación y Servicios), die „Soziale Kommunikation“ (Comunicación Social), die Direktion für „Dienste und materielle Ressourcen“ (Dirección de Servicios y Recursos Materiales) und die Rechtsabteilung (Asuntos Jurídicos).

## Bisherige Sekretäre
Das Amt eines „Secretario“ / einer „Secretaria“ der Regierung in Mexiko ist vergleichbar mit dem eines Ministers einer Staatsregierung.
| Amtsinhaber                                                              | Amtszeit                                                                 | Präsident                                                                | Zeitraum                                                                 |
| Secretario / Secretaria de Bienes Nacionales e Inspección Administrativa | Secretario / Secretaria de Bienes Nacionales e Inspección Administrativa | Secretario / Secretaria de Bienes Nacionales e Inspección Administrativa | Secretario / Secretaria de Bienes Nacionales e Inspección Administrativa |
| ------------------------------------------------------------------------ | ------------------------------------------------------------------------ | ------------------------------------------------------------------------ | ------------------------------------------------------------------------ |
| Alfonso Caso                                                             | 1947–1949                                                                | Miguel Alemán Valdés                                                     | 1946–1952                                                                |
| Hugo Rangel Couto                                                        | 1949–1951                                                                | Miguel Alemán Valdés                                                     | 1946–1952                                                                |
| Angel Carvajal                                                           | 1951–1952                                                                | Miguel Alemán Valdés                                                     | 1946–1952                                                                |
| José López Lira                                                          | 1952–1958                                                                | Adolfo Ruiz Cortines                                                     | 1952–1958                                                                |
| Secretario / Secretaria del Patrimonio Nacional                          |                                                                          |                                                                          |                                                                          |
| Eduardo Bustamante                                                       | 1958–1964                                                                | Adolfo López Mateos                                                      | 1958–1964                                                                |
| Alfonso Corona del Rosal                                                 | 1964–1966                                                                | Gustavo Díaz Ordaz                                                       | 1964–1970                                                                |
| Manuel Franco López                                                      | 1966–1970                                                                | Gustavo Díaz Ordaz                                                       | 1964–1970                                                                |
| Horacio Flores de la Peña                                                | 1970–1975                                                                | Luis Echeverría                                                          | 1970–1976                                                                |
| Francisco Javier Alejo                                                   | 1975–1976                                                                | Luis Echeverría                                                          | 1970–1976                                                                |
| Secretario / Secretaria de Patrimonio y Fomento Industrial               |                                                                          |                                                                          |                                                                          |
| José Andrés de Oteyza                                                    | 1976–1982                                                                | José López Portillo                                                      | 1976–1982                                                                |
| Secretario / Secretaria de Energía, Minas e Industria Paraestatal        |                                                                          |                                                                          |                                                                          |
| Francisco Labastida Ochoa                                                | 1982–1986                                                                | Miguel de la Madrid                                                      | 1982–1988                                                                |
| Alfredo del Mazo González                                                | 1986–1988                                                                | Miguel de la Madrid                                                      | 1982–1988                                                                |
| Fernando Hiriart                                                         | 1988                                                                     | Miguel de la Madrid                                                      | 1982–1988                                                                |
| Fernando Hiriart                                                         | 1988–1993                                                                | Carlos Salinas de Gortari                                                | 1988–1994                                                                |
| Emilio Lozoya Thalmann                                                   | 1993–1994                                                                | Carlos Salinas de Gortari                                                | 1988–1994                                                                |
| Secretario / Secretaria de Energía                                       |                                                                          |                                                                          |                                                                          |
| Ignacio Pichardo Pagaza                                                  | 1994–1995                                                                | Ernesto Zedillo                                                          | 1994–2000                                                                |
| Jesús Reyes Heroles González Garza                                       | 1995–1997                                                                | Ernesto Zedillo                                                          | 1994–2000                                                                |
| Luis Téllez                                                              | 1997–2000                                                                | Ernesto Zedillo                                                          | 1994–2000                                                                |
| Ernesto Martens                                                          | 2000–2003                                                                | Vicente Fox                                                              | 2000–2006                                                                |
| Felipe Calderón Hinojosa                                                 | 2003–2004                                                                | Vicente Fox                                                              | 2000–2006                                                                |
| Fernando Elizondo Barragán                                               | 2005–2005                                                                | Vicente Fox                                                              | 2000–2006                                                                |
| Fernando Canales Clariond                                                | 2005–2006                                                                | Vicente Fox                                                              | 2000–2006                                                                |
| Georgina Kessel Martínez                                                 | 2006–                                                                    | Felipe Calderón Hinojosa                                                 | 2006–2012                                                                |